# Osteuropäische Ebene

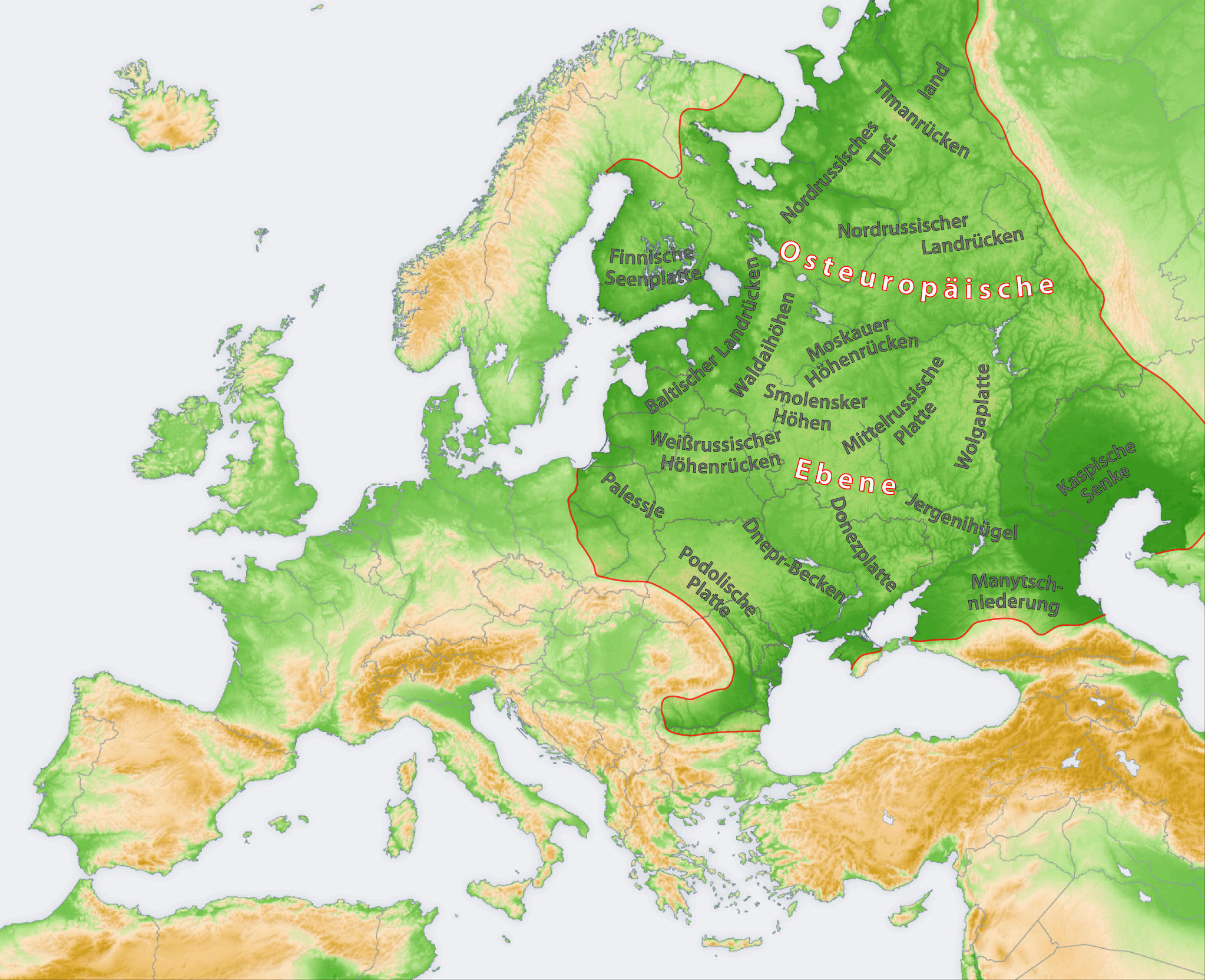
Lage der osteuropäischen Tiefebene und ihrer Landschaften

Die Osteuropäische Ebene umfasst als sehr weit ausgedehnte Großlandschaft, welche die größte einheitlich gegliederte Landschaftsform Europas darstellt, die Gebiete westlich des Urals in Osteuropa. Früher wurde sie oft auch als Osteuropäisches Flachland oder Osteuropäisches Tiefland bezeichnet.
Sie ist eine der russischen Großlandschaften, gliedert sich aber nach Höhenlage und Geologie in verschiedenste Formationen. Die Tiefländer und Niederungen, die von zahlreichen großen Flüssen durchströmt werden, weisen Höhen zwischen wenigen Metern und etwa 150 m über dem Meeresspiegel auf, während die sie unterbrechenden Höhenzüge und Hügelländer Meereshöhen zwischen 300 und 472 Meter erreichen. Die höchste Erhebung ist der Berg Kamula im Podolischen Hochland.

## Geologie
Geologisch ist vor allem zwischen den großen Tafeln mit „jungen“ (phanerozoischen), flachgeschichteten Sedimentgesteinen und den „alten“ (präkambrischen) Schilden des europäischen Urkontinents mit intensiv verfalteten metamorphen Gesteinen und Granitoiden zu unterscheiden. Unter den Tafelländern ist die Russische Tafel die bei weitem größte. Sie erstreckt sich in etwa über die Hälfte des Osteuropäischen Tieflandes. Ihre Begrenzungen im Süd- und Nordwesten sind der Ukrainische Schild und der Baltische Schild, die als präkambrische Rumpfgebirge eine Art stabilen Rahmen bilden. Im Osten wird das riesige Tafelland vom Ural, einem variszisch gefalteten und im Tertiär erneut angehobenen Gebirge begrenzt.
Die Gesteine des Baltischen und Ukrainischen Schildes setzen sich über hunderte Kilometer im Untergrund der Russischen Tafel fort und bilden ihr Grundgebirge. Die Ebenen und Tafelländer südwestlich des Ukrainischen Schildes bleiben in ihrer Ausdehnung deutlich hinter der Russischen Tafel zurück. Der Übergang zum Nordteil der Kaspischen Senke im Südosten des Osteuropäischen Tieflandes ist durch die sehr markante Höhenstufe der Wolgahöhen gekennzeichnet.

## Ausdehnung
Die Osteuropäische Ebene – die streckenweise sehr welligen Charakter hat – bedeckt nahezu die gesamte Fläche des europäischen Teils Russlands. Ausläufer der Ebene reichen aber auch in die Staaten Estland, Lettland, Litauen, Polen, Belarus, Ukraine, Moldau und Kasachstan. Es ist recht schwierig, die Grenzen des Gebiets genau festzulegen, deshalb werden – je nach Sichtweise – einige dieser Staaten und der nachfolgend genannten Landschaften und Orte teils nicht zur Ebene gezählt.
Im Norden grenzt die Osteuropäische Ebene an die Barentssee, im Nordosten an das Pai-Choi-Gebirge, im Osten an das Ural-Gebirge und an den Ural-Fluss. Im Süden reicht sie bis an die Kaspische Senke, an die Nordausläufer des Kaukasus und an das Schwarze Meer. Weiter westlich geht sie über die Podolische Platte und die Pripjatsümpfe, die vom Pripjat durchflossen werden, in den Baltischen Landrücken über (weiter westlich schließt sich das Norddeutsche Tiefland an). Nördlich dieses Landrückens grenzt die Ebene an den Finnischen Meerbusen und an die Finnische Seenplatte. Nordöstlich von Karelien stößt sie schließlich an das Weiße Meer.

## Landschaften
Innerhalb der Osteuropäischen Ebene liegen diese Landschaften (etwa von Nord nach Süd):
- Timanrücken – Quellgebiet der Flüsse Mesen, Wytschegda
- Nordrussisches Tiefland – Flussgebiet der Nördlichen Dwina (Düna), Petschora
- Nordrussischer Landrücken – Quellgebiet von Jug, Unscha
- Baltischer Landrücken – Flussgebiet von Memel, Pregel, Weichsel
- Waldaihöhen – Quellgebiet von Wolga, Dnepr, Düna
- Moskauer Höhenrücken – Quellgebiet der Kljasma
- Mittelrussische Platte – Quellgebiet von Oka, Don, Siwerskyj Donez (Sewerski Donez)
- Smolensker Höhen – Quellgebiet von Moskwa, Desna
- Mittellitauisches Tiefland – Flussgebiet des Nevėžis
- Belarussischer Höhenrücken – Quellgebiet von Memel, Bjaresina
- Wolgaplatte – Quellgebiet von Medwediza, Sura
- Palessje – mit den Prypjatsümpfen und dem Fluss Prypjat
- Podolische Platte – Quellgebiet des Südlichen Bug
- Dneprhochland  – Quellgebiet von Inhulez, Inhul
- Jergenihügel – Quellgebiet des Sal
- Kaspische Senke – Flussgebiet von Wolga, Ural, Kura
- Donezplatte – ohne nennenswerte Flüsse
- Manytschniederung – Flussgebiet des Manytsch

## Flüsse
Innerhalb der Osteuropäischen Ebene fließen folgende große Flüsse (vom längsten zum kürzesten Gewässer):
- Wolga – Russland
- Ural – Russland, Kasachstan
- Dnepr – Russland, Belarus, Ukraine
- Don – Russland
- Petschora – Russland
- Kama – Russland
- Oka – Russland
- Belaja – Russland
- Düna – Russland, Belarus, Lettland
- Memel – Belarus, Litauen, Russland (Kaliningrader Gebiet)
- Pregel – Russland (Kaliningrader Gebiet)

## Städte
Innerhalb der Osteuropäischen Ebene liegen unter anderem folgende Großstädte (etwa von Nord nach Süd):
- Archangelsk – Russland
- Sankt Petersburg – Russland
- Tallinn – Estland
- Perm – Russland
- Jaroslawl – Russland
- Twer – Russland
- Riga – Lettland
- Kaliningrad – Russland
- Nischni Nowgorod – Russland
- Kasan – Russland
- Moskau – Russland
- Ufa – Russland
- Vilnius – Litauen
- Minsk – Belarus
- Samara – Russland
- Warschau – Polen
- Saratow – Russland
- Kiew – Ukraine
- Charkiw – Ukraine
- Wolgograd – Russland
- Dnipro – Ukraine
- Donezk – Ukraine
- Chișinău – Moldau
- Rostow am Don – Russland
- Odessa – Ukraine
- Astrachan – Russland

## Länder
Innerhalb der Osteuropäischen Ebene liegen unter anderem folgende Staaten (etwa von Nord nach Süd):
- Russland
- Estland
- Lettland
- Litauen
- Polen (der Ostteil des Staates)
- Belarus
- Ukraine (der Südwestteil zählt bereits zu den Karpaten)
- Moldau
- Kasachstan (nur äußerster Westteil des Staates, westlich des Flusses Ural)